# アイアンドーム
アイアンドーム（英語: Iron Dome、ヘブライ語: כִּפַּת בַּרְזֶל‎、kipat barzel）は、Counter-RAM に分類されるイスラエルの防空システムである。
ラファエル・アドバンスド・ディフェンス・システムズとイスラエル国防軍により共同開発された。

## 概要
Counter-RAM として４km以上、70km以内から発射される155mm砲弾、ロケット弾は元より、対空ミサイルとして10km以内のUAVや航空機、誘導爆弾に対する近接防空を担うことも考慮されている。全天候型のシステムとして構築され、重要性の低い目標へ向かう攻撃を対象から除外することで、ミサイルの消費を抑えることも可能とされている。2008年の段階では、射程15kmでロケット弾が飛来した場合、150平方キロメートルのエリアを防御可能であると考えられていた。
迎撃成功率は、2011年末で75 %、2012年3月には80 %、6月の段階で90 %とされている。これは、迎撃を試みた目標に対するものであり、迎撃対象外とされたものについては分母に含まれない。運用時には、同時に２発のミサイルが用いられている。

## 開発の背景
イスラエルはたびたびハマースやヒズボラなどによってロケット弾による攻撃を受けており、2006年のレバノン侵攻では、イスラエル北部に約４千発が打ち込まれ、イスラエル南部では2000年から2008年にかけて、ガザ地区から迫撃砲弾とロケット弾各４千発が撃ち込まれた。2006年のイスラエル北部へのロケット弾攻撃では、市民33人以上が犠牲となり、軍人にも犠牲者を出している。このためイスラエルにとってはロケット弾が着弾する前に迎撃し、被害を未然に防ぐ防空システムの構築が急務であった。

## 開発
2007年2月、アミール・ペレツ国防相はガザ地区からのカッサムや北部で使用される BM-21などのロケット砲に対処可能なシステムをラファエル社に発注した。
2008年7月にはミサイルのテストに成功、2009年3月にはシステムの、7月にはロケット弾迎撃テストに成功した。2009年8月よりイスラエル空軍に大隊規模の部隊が編成され、2010年7月には最終テストに成功した。2011年3月には、ベエルシェバとアシュケロン近郊に最初の部隊が展開した。

### 資金
資金源としてイスラエルの国家予算以外に、アメリカ合衆国からの出資が得られている。これはアイアンドームの開発に当たって、アメリカが協力への見返りとして適切な権利を獲得するための物でもあり、2011年度には2億500万ドルが提供され、2012年4月には、2015年までの間に6億8000万ドルが拠出予定とされた。2011年度の資金は、最初の２個中隊の調達資金となっており、2012年度以降の資金は４個中隊の資金となる見込みである。

## 構成
指揮ユニット (BMC：Battle Management & weapon Control)、EL/M-2084 (英語版) 探知 / 追跡レーダー、多連装ミサイルランチャー (MFU：Missile Firing Unit) によって構成され、いずれも牽引により移動が可能となるシステムである。運用に際しては、1台のレーダーと各20発のタミルミサイルを装填した3台のランチャーが基本単位である。
レーダーはイスラエル・エアロスペース・インダストリーズの子会社エルタ・システムズ (ELTA) 社製、指揮ユニットとタミル (Tamir) と命名されたミサイルはラファエルが製造している。システムソフトウェアは、後にラファエルの子会社となった mPrest Systems が開発したものである。

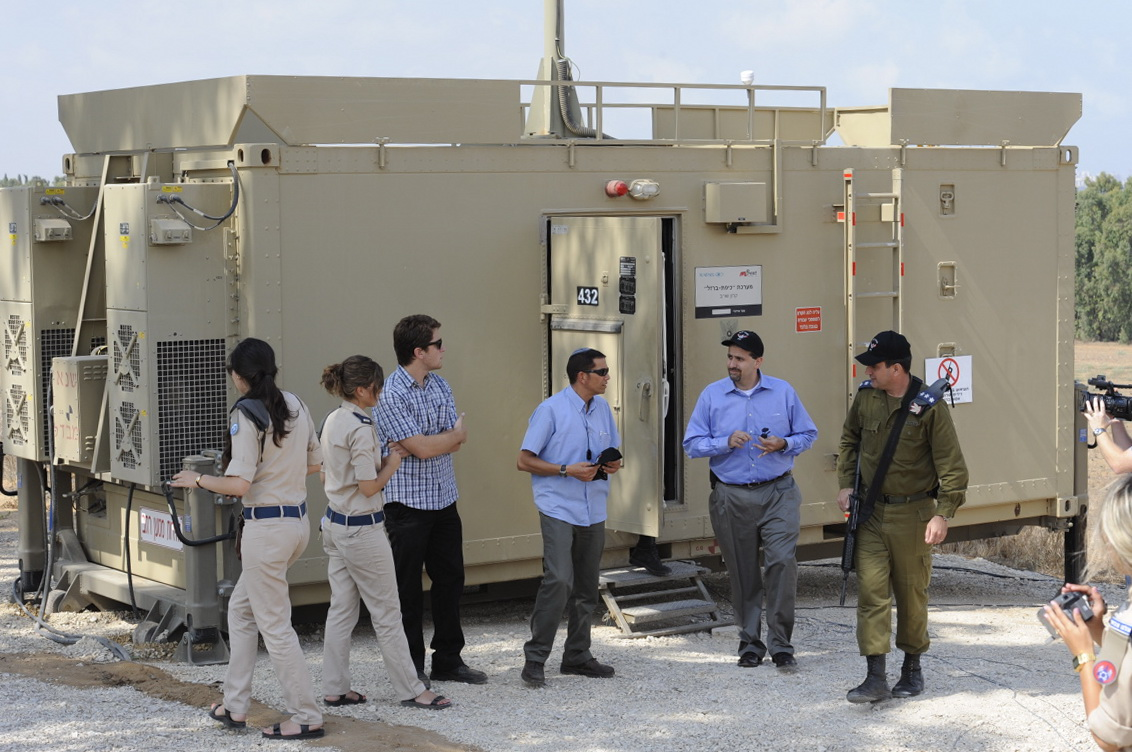
BMC (Battle Management & Control) 指揮ユニット
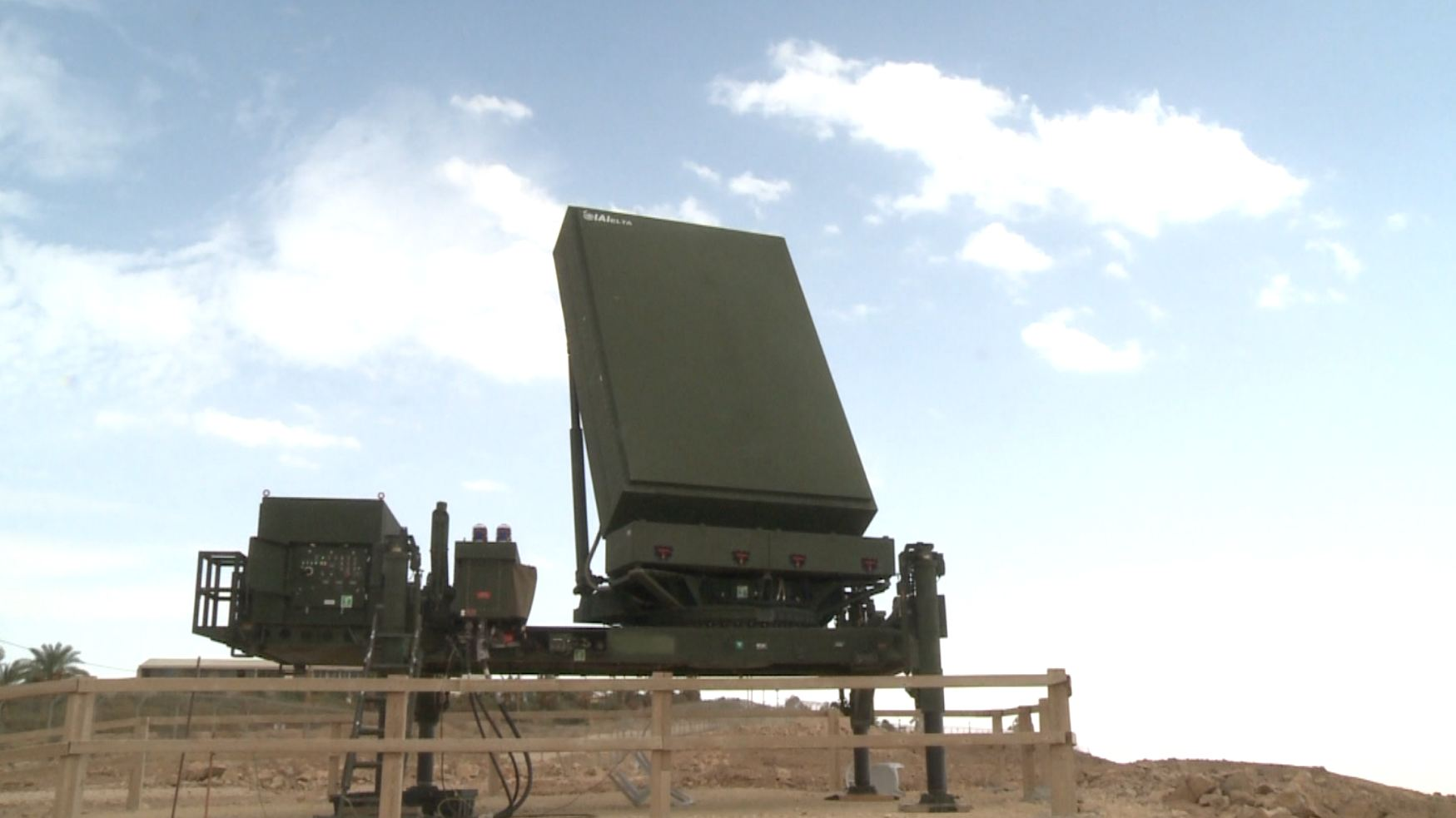
ELTA EL/M-2084 MMR (multi-mission radar) レーダー装置
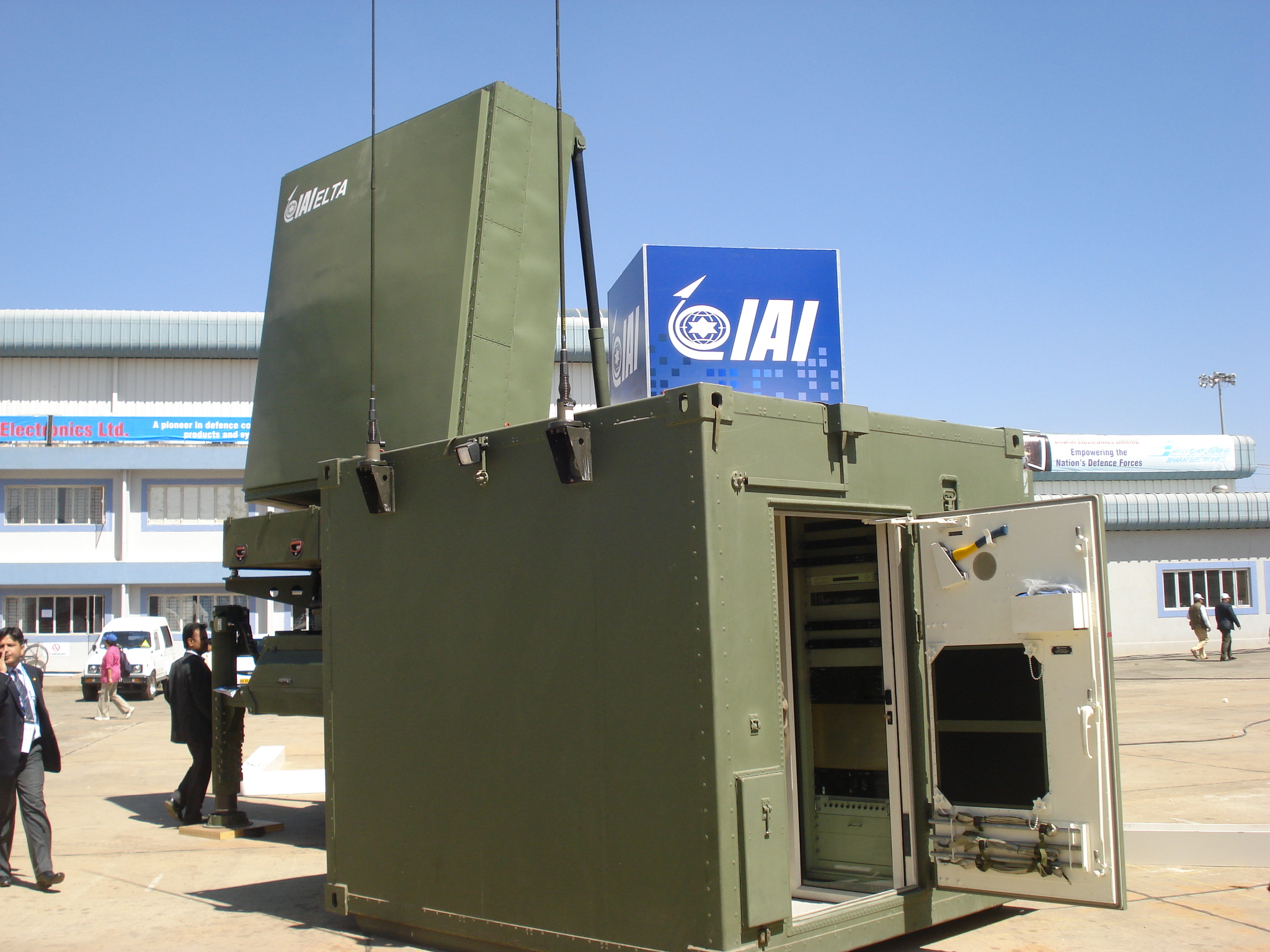
レーダーコントロールユニットのシェルターハウス
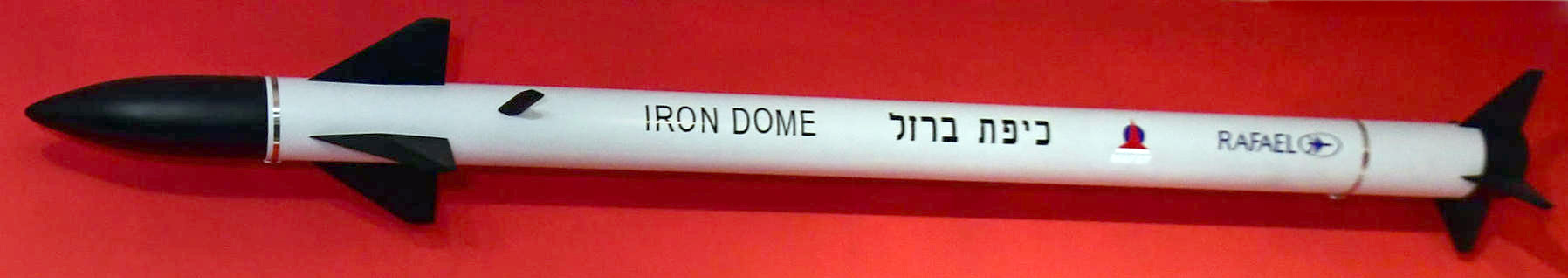
タミルミサイル本体
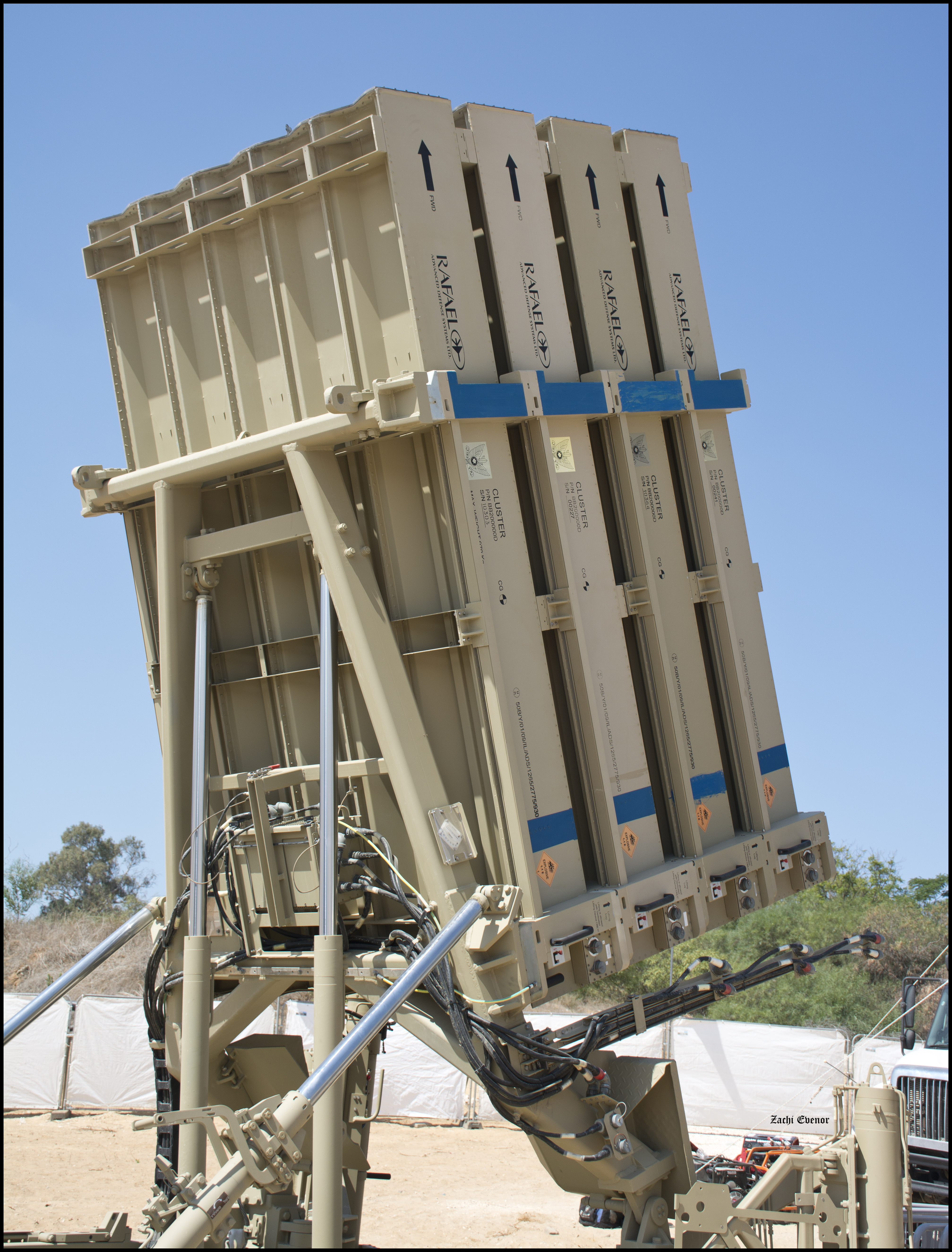
20発（5列4段）搭載のミサイルランチャー
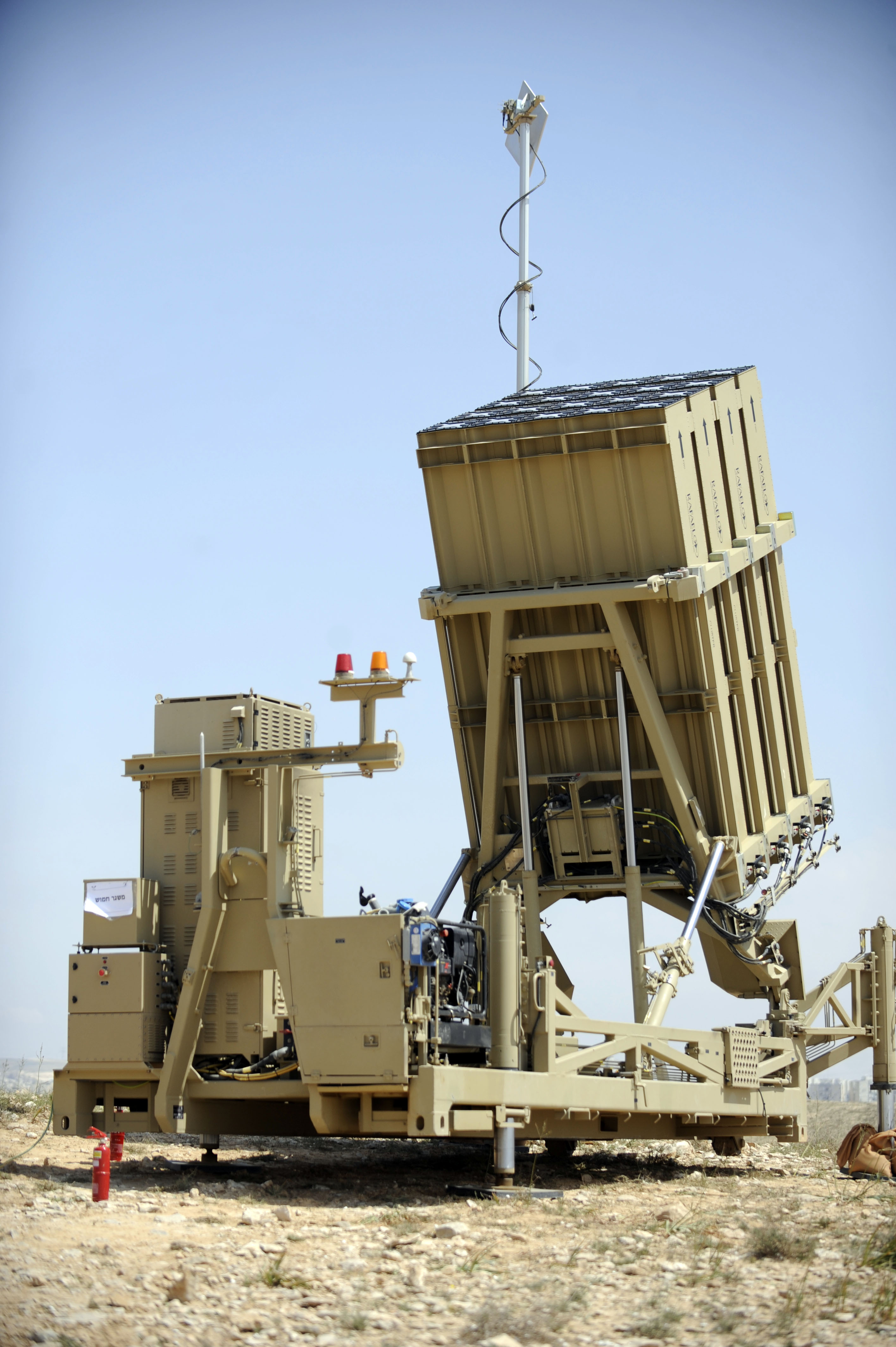
ランチャーユニット (MFU) 全体
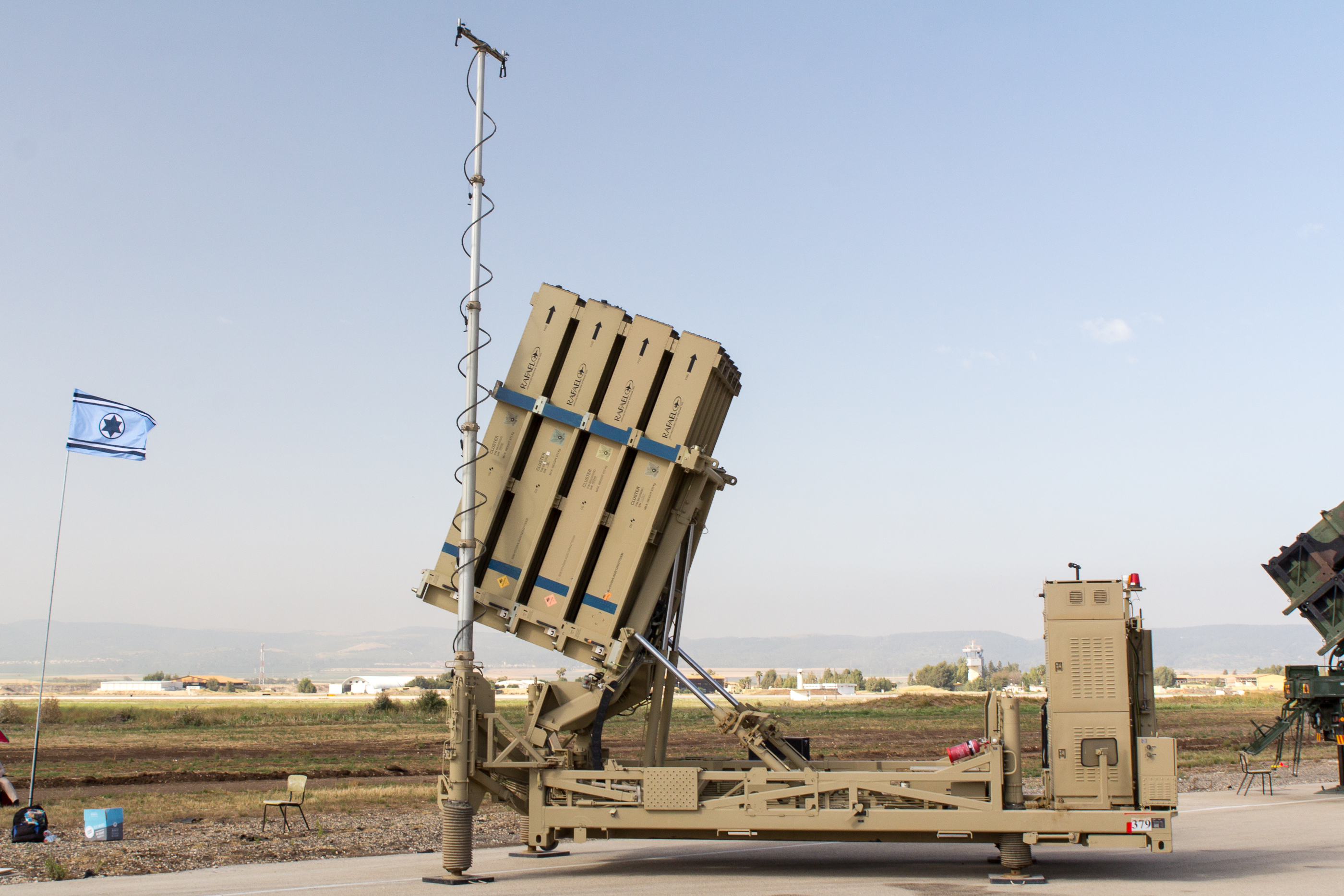
MFU 右側面より

## 調達計画
イスラエルでは10個中隊の配備を計画しており、内6個中隊は人員不足により予備役による運用を計画している。イスラエル空軍では、2011年4月の段階で13個中隊の配備がイスラエルの防衛に必要であると試算している。

## 戦歴
2011年3月末第947大隊が、各1個中隊をベエルシェバとアシュケロンの近郊に展開させた。
4月4日に正式に配備されたアシュケロンの部隊が、7日ガザ地区の BM-21 から発射されたロケット弾の迎撃に成功し、これが初の戦果となった。この光景は、ガザ地区北部に近いイスラエルの町で目撃されている。9日には7発を迎撃したと発表した。10日にはネタニヤフ内閣は閣議を開き、4個中隊の増備を決定。アメリカ合衆国の資金を待たず、予定されていた18か月から6か月に前倒しして3番目のアイアンドーム中隊の設立を急ぐことになった。
アイアンドームは南部イスラエルを転々としていたが、8月5日にはガザ地区からの攻撃が頻繁になったことに応じてベエルシェバとアシュケロンの近郊に再び展開された。アイアンドームが都市防衛に効果を発揮することを受けて、ガザ地区からの攻撃はアイアンドームが配備されていない、アシュドッドとオファキームへの比率が増大した。また、アイアンドームによる防御が突破されることもあり、ベエルシェバでは8月20日夜に7発中5発を阻止したものの1発が居住地区に着弾し犠牲者を出している。8月31日には4月から前倒しされていた1個中隊の編成が完了し、アシュドッドに配備された。
また、8月8日には最高裁判所により、アイアンドームをガザ地区との国境周辺に配備するよう求めた請願が却下されている。
12月、タミルミサイル20発が落下する事故が発生した。これは整備のためにトラックに積み込む作業中に発生したものであり、死傷者は無かったもののミサイルは使用不能となった。
2012年3月、グッシュ・ダンに新たな中隊が展開した。11月17日には、さらに1個中隊が加わっている。
3月にガザ地区との衝突が発生すると、9日にはアシュケロン、アシュダッド、ベエルシェバで迎撃を行った。14日朝までに56発の迎撃を成功させたとされている。
11月にもガザ地区との衝突が発生し、11月18日、イスラエル国防軍はツイッターで、4日間にガザ地区から発射された846発のロケット弾に対して302発を迎撃したと発表した。

## 輸出
最初に輸出対象となったのは、アイアンドームそのものではなくレーダーの関連型とされる EL/M-2112 であった。調達したのはアフガニスタンの多国籍軍を構成するヨーロッパの一国であるが、国名は明らかにされなかった。
アイアンドームとしては、2010年にヨーロッパのNATO加盟国が興味を示したとの報道がなされた。また、2011年8月16日には、レイセオンがラファエルと共にアメリカ合衆国での営業を開始、自社の Counter-RAM とのシームレスな統合が可能であるとした。アメリカ合衆国は、海外派兵時に拠点をロケット弾から防衛する目的で興味を持ったとされている。
アメリカ海兵隊は「海兵隊戦力デザイン」で沿岸防空隊の創設を決定した。防空部隊のMRIC（Medium-Range Intercept Capability）として採用されたのが本システムを改良したものである。MRICはアイアンドームのレーダーを AN/TPS-80に換装したもので、後方の兵站拠点や基地防空を担当すると見られている。
2023年、MRICの調達が開始された。
インドに対しては、2010年に売り込みが行われ、交渉中である。
韓国もまた、敵対する北朝鮮からロケット弾が直接届く範囲に首都ソウルがあるため、興味を持った国であり、2011年には軍からの提案もされた。しかし、2023年パレスチナ・イスラエル戦争でハマースの飽和攻撃を防ぎきれなかったことから、もし北朝鮮から同様に攻められたら防げない懸念や、高コストになることから慎重論も出ている。また、韓国製哨戒艦艇の輸入計画の交換条件とされる可能性も示唆されている。
ウクライナのゼレンスキー大統領は、イスラエルでのオンライン演説で、ロシアによる侵攻に対抗するため、アイアンドームの輸出を要求している。

## 運用国
- イスラエル空軍
- アメリカ海兵隊

## 問題点
3 - 10万ドルと、推定値に大きな開きがあるものの高コストが問題として指摘されている。2012年11月の8日間の戦闘では、2500 - 3000万ドルが費やされた。
単純な費用ではなく人命・着弾時に失われる経済的損失との比較で、許容範囲とみなす見方も存在している。
コストと対処可能な範囲の面からは、スカイガードなどのレーザーによる Counter-RAM がより適しているとする意見もある。
2021年5月10日から激化したハマースとの攻撃の応酬は、ハマースが数分間に100発以上のロケット弾を撃ち込む飽和攻撃を行った。アイアンドームのシステムでは、ロケット弾の予測落下地点が人口密集地であるか否かを判断して取捨選択が行われるが、それでも少なからず被害が生じることとなった。2023年パレスチナ・イスラエル戦争においても、多数のロケット弾による飽和攻撃で「アイアンドームの隙」をついた。